# Igreja da Nossa Senhora da Assunção - Almada
A Igreja da Nossa Senhora da Assunção, também referida como Igreja Paroquial de Almada ou Igreja Nova, é uma igreja que pertence à Diocese de Setúbal situada em Almada, na atual freguesia de Almada, Cova da Piedade, Pragal e Cacilhas, no Município de Almada.
Com projecto dos arquitetos Nuno Teotónio Pereira e Nuno Portas, é um dos exemplos da arquitetura moderna em Portugal e uma das igrejas do MRAR - Movimento de Renovação de Arte Religiosa. O projecto de arquitetura foi aprovado pela Câmara Municipal de Almada em 1965, tendo o templo sido inaugurado em 14 de dezembro de 1969.
Foi uma das primeiras igrejas projetada em Portugal segundo as inovações introduzidas com o Concílio do Vaticano II, que decorreu durante o estudo e conceção arquitetónica da mesma.Trouxe uma nova organização do presbitério, fruto de uma maior abertura da igreja aos fiéis, que teve reflexo direto no rito da celebração e na arquitetura das igrejas. O edifício é formado com nave e transepto, de polígono irregular, de base de forma octogonal. 
Possui anexos que completam o centro paroquial, nomeadamente com capela secundária, cartório, secretaria, instalações sanitárias, salão paroquial e salas de velórios.

## Espólio artístico
A igreja  possui no seu interior algumas obras de arte realizadas ao longo dos anos:
- Baixo relevo do escultor José Nuno da Câmara Pereira no presbitério (projecto original).
- Via sacra composto por painéis de azulejos do artista Manuel Cargaleiro (alteração posterior).
- Portas laterais do terraço superior da autoria do arquiteto José Redondo.
- Pintura em óleo da Nossa Senhora do pintor e arquiteto João de Sousa Araújo (colocado posteriormente).
- Guarda vento da entrada com grafismo do arquiteto Luis Cunha (alteração posterior).
- Mobiliário litúrgico (altar, ambão, sacrário, presidência e coro) do arquiteto Bruno Queimado Rosa (substituição das peças originais).[2]
- As esculturas que retratam a Anunciação (colocada no âmbão) e a Última Ceia (colocada no altar) e o imaculado coração de Maria e o sagrado coração de Jesus, na porta do sacrário, são da autoria do escultor Marco Augusto Dueñas.